# Lepisanthes membranifolia
Lepisanthes membranifolia är en kinesträdsväxtart som beskrevs av Ludwig Radlkofer. Lepisanthes membranifolia ingår i släktet Lepisanthes och familjen kinesträdsväxter. Inga underarter finns listade i Catalogue of Life.